# Centris tetrazona
Centris tetrazona är en biart som beskrevs av Jesus Santiago Moure och Antero Frederico de Seabra 1962. Centris tetrazona ingår i släktet Centris och familjen långtungebin. Inga underarter finns listade.